# Cordia saccellia
Cordia saccellia är en strävbladig växtart som beskrevs av Gottschling och J.S.Mill.. Cordia saccellia ingår i släktet Cordia, och familjen strävbladiga växter. Inga underarter finns listade i Catalogue of Life.